# هایکاوان، آرماویر
هایکاوان (به ارمنی: Հայկավան) یک روستا در ارمنستان است که در استان آرماویر واقع شده‌است. هایکاوان در ۹ کیلومتری جنوب آرماویر، مرکز استان آرماویر واقع شده‌است.

## خصوصیات
هایکاوان ۱٬۲۸۶ نفر جمعیت دارد و در ارتفاع ۸۶۰ متر بالاتر از سطح دریا قرار گرفته‌است.
| سال   | ۱۸۳۱ | ۱۸۹۷ | ۱۹۲۶ | ۱۹۳۹ | ۱۹۵۹ | ۱۹۷۰ | ۱۹۷۹ | ۲۰۰۱ | ۲۰۰۴ |
| جمعیت | ۸۱   | ۶۷۳  | ۶۷۹  | ۷۱۷  | ۱۲۳۳ | ۱۲۹۲ | ۱۲۵۵ | ۱۳۲۸ | ۱۵۵۰ |